# كيري أوبراين
كيري أوبراين (بالإنجليزية: Kerry O'Brien)‏ هو سياسي أسترالي، ولد في 19 يوليو 1951 بسيدني في أستراليا. حزبياً، نشط في حزب العمال الأسترالي. وقد انتخب عضو مجلس الشيوخ الأسترالي ‏ عن دائرة Tasmania ‏ (15 سبتمبر 1996 – 30 يونيو 2011).